# Vrachnaiika
Vrachnaiika (in greco Βραχναίικα?) è un ex comune della Grecia nella periferia della Grecia Occidentale (unità periferica dell'Acaia) con 5 094 abitanti secondo i dati del censimento 2001.
È stato soppresso a seguito della riforma amministrativa, detta Programma Callicrate, in vigore dal gennaio 2011 ed è ora compreso nel comune di Patrasso.

## Località
Il comune è suddiviso nelle seguenti comunità (i nomi dei villaggi tra parentesi):
- Kaminia
- Monodendri
- Theriano
- Tsoukaleika
- Vrachnaiika (Vrachnaiika, Dresthena, Moiraiika)